# Yannick Zakri
Yannick Zakri (Gagnoa, 26 marzo 1991) è un calciatore ivoriano, attaccante dell'ASEC Mimosas.

## Caratteristiche tecniche
Seconda punta in grado di giocare come trequartista o esterno d'attacco, i suoi punti di forza sono la visione di gioco, la tecnica, una buona velocità e dribbling nello stretto, usa prevalentemente il piede destro.

## Carriera

### Club

#### AFAD Djekanou
Cresce calcisticamente nel AFAD Djekanou, dove debutta in prima squadra nel 2011, il primo anno colleziona anche 4 presenze nella CAF Champions League mettendo a segno una rete, non riuscendo però a qualificarsi alla fase a gironi.

#### ASEC Mimosas
Nel 2014 si trasferisce all'ASEC Mimosas con cui vince una Coupe de Côte d'Ivoire nel 2014.

#### Mamelodi Sundowns
Il 25 agosto 2016 viene ceduto al Mamelodi Sundowns F.C. per 267.000 euro, con cui debutta il 28 agosto 2016 nei quarti di finale della MTN 8, la coppa nazionale Sudafricana, vincendo contro il SuperSport United. Il 14 settembre 2016 gioca la sua prima partita in campionato nel pareggio per 0 a 0 contro il Maritzburg Utd scegliendo di indossare il numero 24. La prima rete con la nuova maglia la sigla nel pareggio per 2 a 2 contro i Platinum Stars.

### Nazionale
Nel 2016 partecipa al Campionato delle Nazioni Africane con la nazionale della Costa d'Avorio arrivando al terzo posto, battendo la Guinea.

## Statistiche

### Presenze e reti nei club
Statistiche aggiornate al 11 giugno 2017.
| Stagione                 | Squadra                  | Campionato               | Campionato | Campionato | Coppe nazionali | Coppe nazionali | Coppe nazionali | Coppe continentali | Coppe continentali | Coppe continentali | Altre coppe | Altre coppe | Altre coppe | Totale | Totale |
| Stagione                 | Squadra                  | Comp                     | Pres       | Reti       | Comp            | Pres            | Reti            | Comp               | Pres               | Reti               | Comp        | Pres        | Reti        | Pres   | Reti   |
| ------------------------ | ------------------------ | ------------------------ | ---------- | ---------- | --------------- | --------------- | --------------- | ------------------ | ------------------ | ------------------ | ----------- | ----------- | ----------- | ------ | ------ |
| 2011/2012                | AFAD Djekanou            | L1                       | ?          | ?          | CCA             | ?               | ?               | CAF                | 4                  | 1                  | -           | -           | -           | 4      | 1      |
| 2012/2013                | AFAD Djekanou            | L1                       | ?          | ?          | CCA             | ?               | ?               | CAF                | 2                  | 0                  | -           | -           | -           | 2      | 0      |
| 2013/2014                | AFAD Djekanou            | L1                       | ?          | ?          | CCA             | ?               | ?               | CAF                | ?                  | ?                  | -           | -           | -           | ?      | ?      |
| Totale AFAD Djekanou     | Totale AFAD Djekanou     | Totale AFAD Djekanou     | ?          | ?          |                 | ?               | ?               |                    | 6                  | 1                  | -           | -           | -           | 6      | 1      |
| 2014/2015                | ASEC Mimosas             | L1                       | 21         | 3          | CCA             | 3               | 0               | CAF                | 5                  | 2                  | FHB         | 1           | 0           | 30     | 6      |
| 2015/2016                | ASEC Mimosas             | L1                       | 14         | 2          | CCA             | 1               | 1               | CAF                | 9                  | 4                  | -           | -           | -           | 24     | 7      |
| Totale ASEC Mimosas      | Totale ASEC Mimosas      | Totale ASEC Mimosas      | 35         | 5          |                 | 4               | 1               |                    | 14                 | 6                  | -           | 1           | 0           | 54     | 13     |
| 2016/2017                | M. Sundowns              | PSL                      | 14         | 4          | TK + NBC        | 2               | 0               | CAF                | 4                  | 1                  | MTN 8       | 3           | 0           | 4      | 10     |
| Totale Mamelodi Sundowns | Totale Mamelodi Sundowns | Totale Mamelodi Sundowns | 14         | 4          |                 | 2               | 0               |                    | 4                  | 1                  |             | 3           | 0           | 23     | 5      |
| Totale carriera          | Totale carriera          | Totale carriera          | 49         | 9          |                 | 6               | 1               |                    | 24                 | 8                  |             | 4           | 0           | 83     | 18     |